# Domaine de Lagoy
Le domaine de Lagoy est un domaine situé à Saint-Rémy-de-Provence, dans les Bouches-du-Rhône en France. 

## Historique
Un premier château est construit par Marguerite de Sade et son mari, Gaspard de Forbin. Ils passent un prix-fait avec les maçons le 7 mars 1634. Ils obtiennent le droit de prélever des pierres dans l'ancien village qui est inhabité. La famille de Forbin a conservé ce château pendant 45 ans. Le 7 juillet 1677, François Louis de Forbin, fils de Gaspard, vend le domaine à Jean de Meyran Lacetta (1642-1709), seigneur de Nans et baron de Lagoy, pour la somme de 93 000 livres.
Jean de Meyran Lacetta est élu premier consul d'Aix en 1687. Il achète la charge de gouverneur de Saint-Rémy en 1696.
En 1685, Jean de Meyran commande aux maçons Jean Chanterel, Claude Michel, Jean Brun et Gabriel Cabbasud la construction d'un nouveau château, mais ce projet n'est pas exécuté. En 1702, Jean de Meyran obtient que sa terre soit érigée en marquisat. Un moulin est construit entre 1705 et 1707 près du pigeonnier construit en 1633.
C'est son fils, Joseph Étienne de Meyran Lacetta, marquis de Lagoy, né à Arles en 1668, qui va entreprendre la construction du nouveau château au-dessus du rez-de-chaussée de l'ancien. Julien Clastre remet un prix-fait. Joseph Étienne de Meyran mentionne les premières dépenses en 1713 et 1714. Le perron ouvrant sur la cour date de 1727, la rampe en fer forgé de l'escalier est de 1728, les cadrans solaires sont peints en 1739. En 1742 est construite la fontaine du jardin. Des piliers et un portail sont ajoutés dans la cour et l'avant cour. 
Le château est dégradé pendant la Révolution. Le marquis remet son domaine en état en 1806. Il fait construire une cave viticole près du moulin.

## Protection
Le domaine fait l’objet d’une inscription partielle et d'un classement partiel au titre des monuments historiques.

## Vignoble
Le domaine possède un vignoble s'étendant sur 29 hectares produisant des vins Alpilles (IGP) issus de l'agriculture biologique.